# فینتسنتس روزنتسوایگ فون شواناو
فینتسنتس روزنتسوایگ فون شواناو (زادهٔ ۱۷۹۱ در زنویمو – درگذشتهٔ ۱۸۶۵ در وین) دیپلمات اتریشی و شرق‌شناس بود. او به‌عنوان مترجم آثار ادبیات شرقی شناخته شده است.